# 程泰宁
程泰宁（1935年12月9日—），生于江苏南京，中国建筑学家，东南大学建筑设计与理论研究中心主任、中国联合工程公司总建筑师、中联•程泰宁建筑设计研究院主持人。

## 生平
1956年毕业于南京工学院（现东南大学）建筑系。2000年获评中国工程设计大师，2004年获梁思成建筑奖，2005年当选中国工程院院士。作品入选国际建协主编《20世纪世界建筑精品选》。

## 部分作品

### 已建成
- 杭州黄龙饭店
- 加纳国家剧院
- 马里共和国议会大厦
- 杭州站
- 浙江美术馆
- 南京博物院新馆
- 杭州西站

### 建设中
- 南京北站
- 杭州金沙湖大剧院